# Пам'ятник Адамові Міцкевичу (Перемишль)
Пам'ятник Адамові Міцкевичу — пам'ятник великому польському поету епохи Романтизму А. Міцкевичу, встановлений у місті Перемишль, центрі Перемишльського воєводства (після його розформування входить до складу Підкарпатського воєводства), Польщі.
Автор пам'ятника — Томаш Дикас (1850—1910). Розташований на Домініканській площі Перемишля.
Кошти на спорудження пам'ятника були зібрані жителями міста для увічнення пам'яті поета при перенесенні його тіла на Вавель в 1890 році. Монумент урочисто відкритий 1898 року.
Під час Другої світової війни в 1940 пам'ятник Міцкевичу у Перемишлі був зруйнований. Його перша реставрація здійснена в 1958 у зв'язку з 1000-річчям міста.
Наступна реставрація проводилася в 2004 році.
6 серпня 2010 року у час шквалу, який пройшов через місто, пам'ятник був серйозно пошкоджений. Дерево, що стояло поруч впало на пам'ятник і фігура Міцкевича звалилася з постаменту, пошкоджені тоді були його голова і рука.